# Список чемпионов WWE Raw среди женщин
Эта статья о женских чемпионках на бренде Raw. Историю чемпионок женского чемпионата на бренде SmackDown см. Список чемпионов WWE SmackDown среди женщин. Истории чемпионок упразднёных оригинального женского чемпионата и чемпионата Див см. Список чемпионов WWE среди женщин и Список чемпионов WWE среди див.

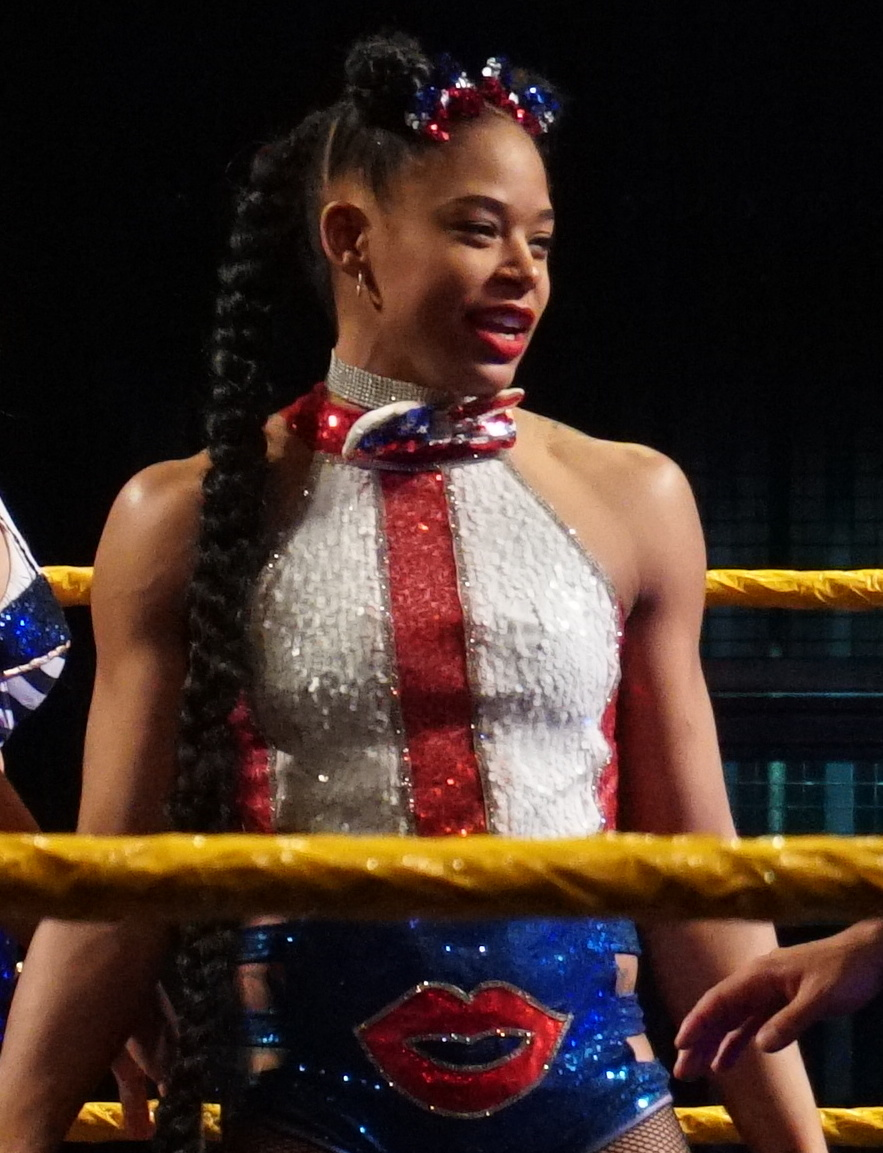
Действующая чемпионка,
Бьянка Белэр

 Чемпион WWE Raw среди женщин  (англ. WWE Raw Women’s Champion) — женский чемпионский титул в профессиональном реслинге, созданный и продвигаемый американским рестлинг-промоушеном World Wrestling Entertainment (WWE), на бренде Raw, 3 апреля 2016 года на Рестлмании 32 он был представлен как чемпионат WWE среди женщин, для замены чемпионата Див. Титул имеет свою отдельную уникальную историю, не связанную с чемпионатом WWE среди женщин (1956—2010) годов. В результате драфта 2016 года чемпионат стал эксклюзивным для бренда Raw, с последующим переименованием в чемпионат WWE Raw среди женщин. На SmackDown Live же оставшись без титула, создали свой женский чемпионат.
- См. также Чемпион WWE среди женщин (1956—2010)
- См. также Список чемпионов WWE среди женщин (1956—2010)

Чемпионат, оспаривается в профессиональных матчах рестлинга, в которых участники отыгрывают тот или иной сценарии, включая сценарии положительного персонажа — Face-а и отрицательного Heel-а. Первой чемпионкой стала Шарлотт Флэр, ранее известная как просто Шарлотт, которая выиграла титул на Рестлмании 32. Действующей чемпионкой является Бьянка Белэр, которая держит титул в первый раз. 1 октября 2021 года чемпионка Raw была задрафтована на SmackDown, 4 октября чемпионка SmackDown на Raw. 22 октября 2021 года на очередном выпуске SmackDown, по решению руководства, чтоб не менять название чемпионатам, чемпионки с обоих брендов обменялись титулами.
За всё время поясом владело 10 чемпионок, а всего смен владельца было 23 раза. Одна чемпионка за историю чемпионата удерживала титул непрерывного в течение одного года (365 дней) или более: Бекки Линч. Шарлотт Флэр имеют в активе 6 чемпионств. Первое чемпионство Бекки Линч — самое долгое за историю, продолжительностью в 373 дня. Самое длинное комбинированное чемпионство длительностью в 398 дней принадлежит Алексе Блисс. Пятое чемпионство Шарлотт Флэр является самым коротким — 1 день. Аска была самой возрастной чемпионкой, выигравший титул в возрасте 38 лет. Самой же молодой была Саша Бэнкс, впервые она выиграла титул в возрасте 24 лет.

## История титула

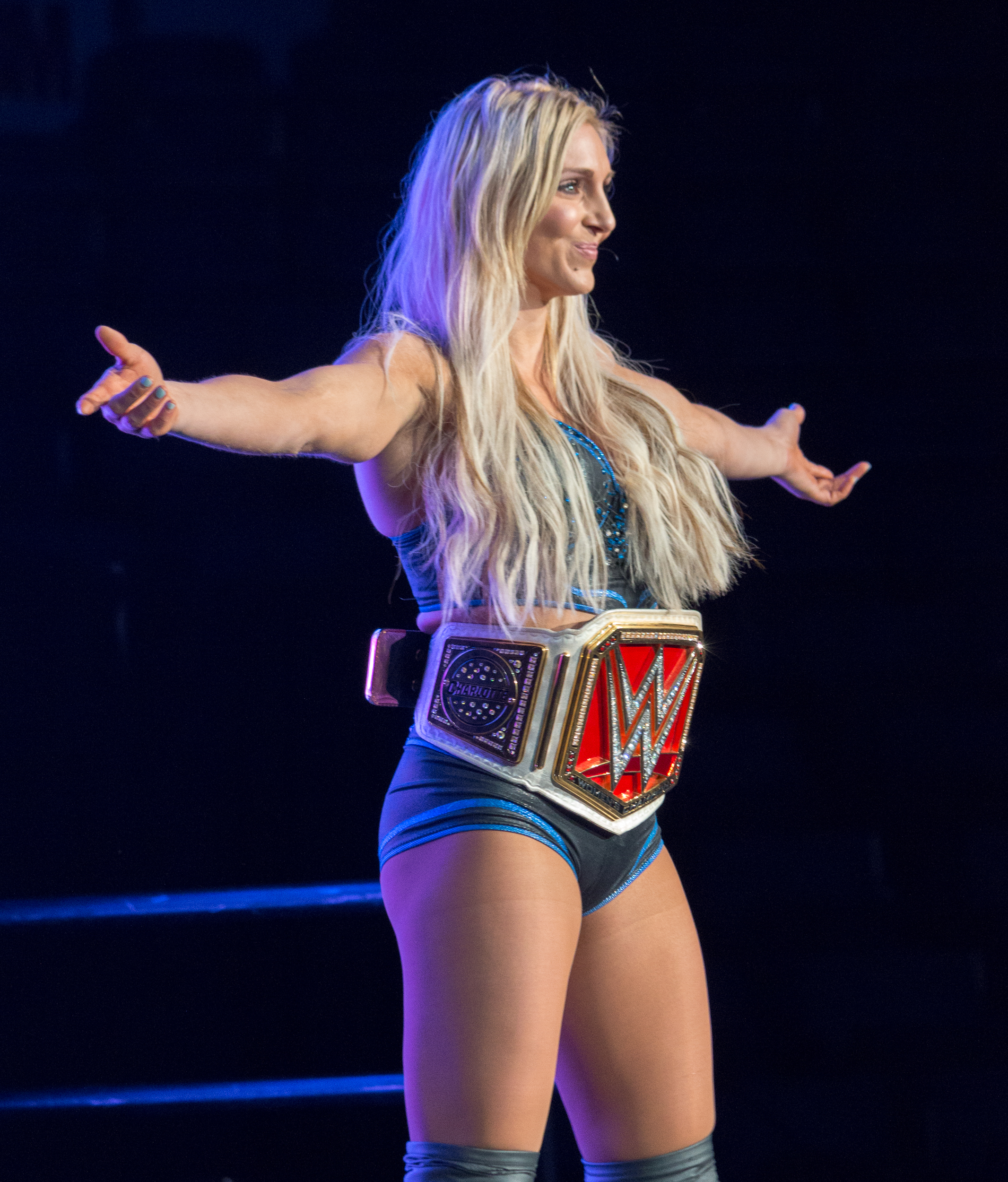
Первый чемпион после разделение на бренды в 2016, Шарлотт

### Названия титула
| Название                     | Года                                      |
| ---------------------------- | ----------------------------------------- |
| Чемпион WWE среди женщин     | 3 апреля 2016 года — 4 сентября 2016 года |
| Чемпион WWE Raw среди женщин | 5 сентября 2016 года — настоящее время    |

### Действующий Чемпион WWE Raw среди женщин
На 18 июля 2025 года действующая чемпионка — Бьянка Белэр которая держит титул чемпионки WWE Raw в первый раз.

### Список чемпионов
По состоянию на июль 2025 года титулом владело десять чемпионок.

#### Чемпионы 2010—2019 годов
| №  | Рестлер                       | Фото | Дата                 | Статистика | Статистика | Статистика | Город                           | Шоу                        | Примечания | Ссылки        |
| №  | Рестлер                       | Фото | Дата                 | К.Ч.       | Дней       | WWE        | Город                           | Шоу                        | Примечания | Ссылки        |
| -- | ----------------------------- | ---- | -------------------- | ---------- | ---------- | ---------- | ------------------------------- | -------------------------- | --- | ------------- |
| 1  | Шарлотт                       |      | 3 апреля 2016 года   | 1          | 113        | 113        | Арлингтон, Техас, США           | Рестлмания 32              | Поединок «тройная угроза» против Саши Бэнкс и Бекки Линч. Шарлотт провела Болевой приём на Бекки Линч и стала первой чемпионкой. Титул стал эксклюзивом для бренда Raw в результате перехода туда Шарлотт, после драфта WWE 2016 года. | [ 16 ] [ 17 ] |
| 2  | Саша Бэнкс                    |      | 25 июля 2016 года    | 1          | 27         | 26         | Питтсбург, Пенсильвания, США    | Raw                        | Поединок один на один. | [ 18 ]        |
| 3  | Шарлотт                       |      | 21 августа 2016 года | 2          | 43         | 43         | Бруклин, Нью-Йорк, США          | SummerSlam (2016)          | Поединок один на один. 5 сентября 2016 года титул был переименован в Чемпион WWE Raw среди женщин. | [ 20 ]        |
| 4  | Саша Бэнкс                    |      | 3 октября 2016 года  | 2          | 27         | 27         | Лос-Анджелес, Калифорния, США   | Raw                        | Поединок один на один. | [ 21 ]        |
| 5  | Шарлотт Флэр (бывшая Шарлотт) |      | 30 октября 2016 года | 3          | 29         | 29         | Бостон, Массачусетс, США        | Hell in a Cell (2016)      | Поединок «Ад в клетке». | [ 23 ]        |
| 6  | Саша Бэнкс                    |      | 28 ноября 2016 года  | 3          | 20         | 19         | Шарлотт, Северная Каролина, США | Raw                        | Поединок с удержаниями и болевыми где угодно. | [ 24 ]        |
| 7  | Шарлотт Флэр                  |      | 18 декабря 2016 года | 4          | 57         | 57         | Питтсбург, Пенсильвания, США    | Roadblock: End of the Line | 30-минутный поединок «Железный Человек». Шарлотт Флэр победила со счётом 3:2 в дополнительное время. | [ 26 ]        |
| 8  | Бэйли                         |      | 13 февраля 2017 года | 1          | 76         | 75         | Лас-Вегас, Невада, США          | Raw                        | Поединок один на один. | [ 28 ]        |
| 9  | Алекса Блисс                  |      | 30 апреля 2017 года  | 1          | 112        | 111        | Сан-Хосе, Калифорния, США       | Payback (2017)             | Поединок один на один. | [ 30 ]        |
| 10 | Саша Бэнкс                    |      | 20 августа 2017 года | 4          | 8          | 8          | Бруклин, Нью-Йорк, США          | SummerSlam (2017)          | Поединок один на один. | [ 32 ]        |
| 11 | Алекса Блисс                  |      | 28 августа 2017 года | 2          | 223        | 222        | Мемфис, Теннеси, США            | Raw                        | Поединок один на один. | [ 33 ]        |
| 12 | Ная Джакс                     |      | 8 апреля 2018 года   | 1          | 70         | 70         | Новый Орлеан, Луизиана, США     | Рестлмания 34              | Поединок один на один. | [ 36 ]        |
| 13 | Алекса Блисс                  |      | 17 июня 2018 года    | 3          | 63         | 63         | Чикаго, Иллинойс, США           | Money in the Bank (2018)   | Алекса Блисс реализовала свой контракт Money in the Bank, выигранный тем же вечером. | [ 38 ]        |
| 14 | Ронда Раузи                   |      | 19 августа 2018 года | 1          | 232        | 231        | Бруклин, Нью-Йорк, США          | SummerSlam (2018)          | Поединок один на один. | [ 41 ]        |
| 15 | Бекки Линч                    |      | 8 апреля 2019 года   | 1          | 373        | 398        | Ист-Ратерфорд, Нью-Джерси, США  | Рестлмания 35              | Поединок «тройная угроза» в котором так же приняла участие Шарлотт Флэр. В матче на кону стояли оба женских одиночных главных титула.                                                                                                  | [ 43 ]        |

#### Чемпионы с 2020—по н.в.
| №  | Рестлер      | Фото | Дата                 | Статистика | Статистика | Статистика | Город                      | Шоу                      | Примечания | Ссылки                    |
| №  | Рестлер      | Фото | Дата                 | К.Ч.       | Дней       | WWE        | Город                      | Шоу                      | Примечания | Ссылки                    |
| -- | ------------ | ---- | -------------------- | ---------- | ---------- | ---------- | -------------------------- | ------------------------ | --- | ------------------------- |
| 16 | Аска         |      | 15 апреля 2020 года  | 1          | 96         | 78         | Стамфорд, Коннектикут, США | Money in the Bank (2020) | Аска выиграла контракт Деньги в банке. На следующем выпуске Raw, Бекки Линч объявила, что беременна и что сложила с себя полномочия чемпионки, открыв чемоданчик Бекки показала, что там вместо контракта на матч лежит пояс и что теперь чемпионка Аска. WWE признают чемпионство с момента на Raw, когда Бекки показала, что пояс в чемодане. | [ 45 ] [ 46 ] [ Прим. 1 ] |
| 17 | Саша Бэнкс   |      | 20 июля 2020 года    | 5          | 34         | 26         | Орландо, Флорида, США      | Raw                      | Титул менял владельца при любом поражении Аски. Саша Бэнкс выиграла по отсчёту, Аска убежала за кулисы на помощь Каири Сэйн когда последнюю избивала Бэйли Трансляция состоялась 27 июля 2020 года. | [ 47 ]                    |
| 18 | Аска         |      | 23 августа 2020 года | 2          | 231        | 231        | Орландо, Флорида, США      | SummerSlam (2020)        | Поединок один на один. Бэйли и вмешивалась в матч. | [ 49 ]                    |
| 19 | Рея Рипли    |      | 11 апреля 2021 года  | 1          | 98         | 97         | Тампа, Флорида, США        | Рестлмания 37 2 ночь     | Поединок один на один. | [ 52 ]                    |
| 20 | Шарлотт Флэр |      | 18 июля 2021 года    | 5          | 1          | 1(2)       | Форт-Уэрт, Техас, США      | Money in the Bank (2021) | Поединок один на один. | [ 54 ] [ Прим. 2 ]        |
| 21 | Никки ЭШ     |      | 19 июля 2021 года    | 1          | 33         | 32         | Даллас, Техас, США         | Raw                      | Никки реализовала свой контракт Money in the Bank, выигранный сутками ранее. | [ 56 ]                    |
| 22 | Шарлотт Флэр |      | 21 августа 2021 года | 6          | 62         | 61         | Парадайс, Невада, США      | SummerSlam (2021)        | Поединок «тройная угроза» в котором так же приняла участие Рея Рипли. | [ 58 ]                    |
| 23 | Бекки Линч   |      | 22 октября 2021 года | 2          | 1365+      | 1365+      | Уичито, Канзас, США        | SmackDown                | Чемпионка Raw была задрафтована на SmackDown, а чемпионка SmackDown на Raw. По решению руководства, чтоб не менять название чемпионатам, чемпионки с обоих брендов обменялись титулами. | [ 10 ]                    |

### По количеству дней владения титулом
| Символ | Значение            |
| ------ | ------------------- |
| X+     | Действующий чемпион |

На 18 июля 2025 года
| №  | Рестлер              | Чемпионских титулов | Количество дней владения титулом | Количество дней владения титулом |
| №  | Рестлер              | Чемпионских титулов | C даты завоевания                | Признанные федерацией            |
| -- | -------------------- | ------------------- | -------------------------------- | -------------------------------- |
| 1  | Алекса Блисс         | 3                   | 398                              | 396                              |
| 2  | Бекки Линч           | 2                   | 1738+1                           | 1763+                            |
| 3  | Аска                 | 2                   | 327                              | 309                              |
| 4  | Шарлотт/Шарлотт Флэр | 6                   | 305                              | 305/3042                         |
| 5  | Ронда Раузи          | 1                   | 232                              | 231                              |
| 6  | Саша Бэнкс           | 5                   | 116                              | 106                              |
| 7  | Рея Рипли            | 1                   | 98                               | 97                               |
| 8  | Бэйли                | 1                   | 76                               | 75                               |
| 9  | Ная Джакс            | 1                   | 70                               | 70                               |
| 10 | Никки ЭШ             | 1                   | 33                               | 32                               |

- ↑  Чемпионство Бекки Линч закончилось в момент записи матча 15 апреля, когда Аска выиграла чемодан Money in the Bank, так как пояс лежал в нём. WWE признают начало чемпионства 10 мая в день выходя шоу в эфир.
- ↑  WWE ошибочно указывают 5 чемпионство Флэр в 2 дня. 19 июля 2021 года чемпионство у неё забрала Никки ЭШ, что отображено в официальной статистике WWE, в то же время WWE указывают, что Флэр потеряла чемпионство 20 июля 2021 года. Сочемпионства в это время не было.

### Комментарии
1. ↑  398 дней как признаёт WWE. Разница обусловлена комбинированием дней, а также тем, что запись матча и эфир были в разные дни.
2. ↑  396 дней как признаёт WWE. Разница обусловлена комбинированием дней.
3. ↑  2 дня как ошибочной показано в официальной статистике WWE. WWE ошибочно указывают 5 чемпионство Флэр в 2 дня. 19 июля 2021 года чемпионство у неё забрала Никки ЭШ, что отображено в официальной статистике WWE, в то же время WWE указывают, что Флэр потеряла чемпионство 20 июля 2021 года. Сочемпионства в это время не было.

1. ↑  Большая часть шоу транслировалась в прямом эфире 10 мая, первый общий матч за чемоданы Money in the Bank был предварительно записан 15 апреля 2020 года.
2. ↑  WWE ошибочно указывают 5 чемпионство Флэр в 2 дня. 19 июля 2021 года чемпионство у неё забрала Никки ЭШ, что отображено в официальной статистике WWE, в то же время WWE указывают, что Флэр потеряла чемпионство 20 июля 2021 года. Сочемпионства в это время не было.